# Sugauli
|  | Aquest article tracta sobre sobre l'àrea planificada de Bihar. Si cerqueu el tractat que va posar fi a la guerra Anglonepalesa, vegeu «Tractat de Sugauli». |

Sugauli és una ciutat i àrea notificada (o àrea de planificació) del districte d'East Champaran a l'estat de Bihar, Índia, a 26° 47′ N, 84° 44′ E / 26.783°N,84.733°E. Segons el cens del 2001 consta amb una població de 31.362 habitants. És el lloc on Ruyard Kipling situa la història "Rikki-Tikki-Tavi".